# Pięciobój morski na Światowych Wojskowych Igrzyskach Sportowych 1995
Pięciobój morski na 1. Światowych Wojskowych Igrzyskach Sportowych – – zawody dla sportowców-żołnierzy zorganizowane przez Międzynarodową Radę Sportu Wojskowego (CISM), które rozgrywane były we wrześniu 1995 podczas światowych igrzysk wojskowych we włoskim Rzymie. 
Najwięcej medali zdobyli reprezentanci Szwecji łącznie 4 (w tym 2 złote, 1 srebrny i 1 brązowy).

## Konkurencje
- Kobiety – indywidualnie, drużynowo
- Mężczyźni – indywidualnie, drużynowo
- Żeglarstwo – regaty żeglarskie

W skład pięcioboju morskiego wchodzą: 
- tor przeszkód lądowych - bieg przeszkodowy (10 przeszkód) na dystansie 300 metrów,
- tor przeszkód wodnych - pływanie w płetwach na dystansie 125 metrów,
- ratowanie życia - konkurencja pływacka na dystansie 75 metrów,
- prace bosmańskie - głównie wiosłowanie na dystansie 270 metrów oraz
- bieg terenowy połączony ze strzelaniem.

## Medaliści

### Mężczyźni
| Konkurencja  | Złoto                                                              | Złoto  | Srebro                    | Srebro | Brąz                         | Brąz   |
| Konkurencja  | Drużyna / Zawodnik                                                 | Wynik  | Drużyna / Zawodnik        | Wynik  | Drużyna / Zawodnik           | Wynik  |
| indywidualne | Niklas Fagrell · Szwecja                                           | 6036   | Pekka Numilla · Finlandia | 5981   | Oddroar Kaspersen · Norwegia | 5947   |
| drużynowo    | Stany Zjednoczone · Andrew Hoyer · Bernd Haferkamp · Roger Sanchez | 17 691 | Norwegia ·                | 17 634 | Szwecja ·                    | 17 621 |

### Kobiety
| Konkurencja  | Złoto                                     | Złoto  | Srebro                     | Srebro | Brąz                    | Brąz   |
| Konkurencja  | Drużyna / Zawodniczka                     | Wynik  | Drużyna / Zawodniczka      | Wynik  | Drużyna / Zawodniczka   | Wynik  |
| indywidualne | Helene Wilux · Szwecja                    | 6053   | Carhrine Fauske · Norwegia | 5982   | Mona Liverod · Norwegia | 5963   |
| drużynowo    | Norwegia · Carhrine Fauske · Mona Liverod | 11 945 | Szwecja ·                  | 11 759 | Rosja ·                 | 10 982 |

### Żeglarstwo
| Konkurencja | Złoto    | Złoto | Srebro  | Srebro | Brąz     | Brąz  |
| Konkurencja | Drużyna  | Wynik | Drużyna | Wynik  | Drużyna  | Wynik |
| regaty      | Włochy · | 5,50  | Rosja · | 5,50   | Niemcy · | 11,00 |

## Klasyfikacja medalowa
* Organizator zawodów został zaznaczony tym kolorem.
| Miejsce           | Reprezentacja     | Złoto | Srebro | Brąz | Razem |
| ----------------- | ----------------- | ----- | ------ | ---- | ----- |
| 1                 | Szwecja           | 2     | 1      | 1    | 4     |
| 2                 | Norwegia          | 1     | 2      | 2    | 5     |
| 3                 | Stany Zjednoczone | 1     | 0      | 0    | 1     |
| 3                 | Włochy *          | 1     | 0      | 0    | 1     |
| 5                 | Rosja             | 0     | 1      | 1    | 2     |
| 6                 | Finlandia         | 0     | 1      | 0    | 1     |
| 7                 | Niemcy            | 0     | 0      | 1    | 1     |
| Ogółem (7 państw) | Ogółem (7 państw) | 5     | 5      | 5    | 15    |

Źródło: